# Comuna Koniuhî, Lokaci
Koniuhî (în ucraineană Конюхи) este o comună în raionul Lokaci, regiunea Volînia, Ucraina, formată din satele Koniuhî (reședința) și Zașciîtiv.

## Demografie
Componența lingvistică a satului Koniuhî
     Ucraineană (99,43%)
     Alte limbi (0,57%)
Conform recensământului din 2001, majoritatea populației satului Koniuhî era vorbitoare de ucraineană (99,43%), existând în minoritate și vorbitori de alte limbi.